# 333065 Zeszut
333065 Zeszut è un asteroide della fascia principale. Scoperto nel 2007, presenta un'orbita caratterizzata da un semiasse maggiore pari a 2,366165 UA e da un'eccentricità di 0,136958, inclinata di 1,892161° rispetto all'eclittica.